# こじゃんと土佐流
『こじゃんと土佐流』（こじゃんととさりゅう）は、BS日テレで2009年12月から2011年12月まで不定期放送されていた紀行・ドキュメンタリー番組。

## 番組概要
- 高知県香美市出身の福留功男がリポーターとなり、高知県の歴史・風景・人情・人々の暮らしを再発見し、ゆるやかに流れる「高知の時間」に触れてゆく。2009年12月に第1回が放送され、2年間に11回放送された。
- 「こじゃんと」とは、土佐弁で「徹底的に」という意味。

## 出演
- 福留功男（リポーター）
- TARAKO（ナレーター）

## 放送リスト
1. 「土佐浜街道をゆく」（2009年12月13日 12:30-13:30）
2. 「龍馬脱藩の道をゆく いつか龍馬が見た風景…心のルーツを旅する」（2010年1月31日 13:00-14:00）
3. 「高知の春を探す旅 初カツオ、雪割桜…春を告げる風景と土佐人情」（2010年3月28日 13:00-14:00）
4. 「きっと行きたくなる高知の町」（2010年5月16日 13:00-14:00）
5. 「高知の岬をめぐる旅」（2010年7月4日 13:00-14:00）
  - 室戸岬・足摺岬を巡り、豊富な海の幸や人々とのふれあいを伝えた。
6. 「高知の離島 沖の島を楽しむ」（2010年8月22日 13:00-14:00）
  - 人口200人に満たない離島・沖の島を訪れる。また、四万十の幸の紹介や、8月に銀座にオープンした高知県のアンテナショップ「まるごと高知」を、尾﨑正直知事と訪れた。
7. 「冬の高知の楽しみ方」（2011年2月5日 17:00-18:00）
8. 「日本の故郷 安田町を旅する」（2011年6月26日 16:00-17:00）
9. 「作りたての空気 高知の山を楽しむ」（2011年8月28日 16:00-17:00）
10. 「知られざる四万十川 源流への旅」（2011年10月30日 16:00-17:00）
11. 「Best of 土佐流」（2011年12月31日 16:00-17:00）